# The Big Hit
The Big Hit is een Amerikaanse actiekomedie uit 1998. De film werd opgenomen in het Canadese Ontario. De hoofdrollen worden ingenomen door Mark Wahlberg, Lou Diamond Phillips en China Chow.

## Verhaal
Melvin Smiley is een huurmoordenaar die samen met Cisco, Crunch en Gump een team vormt dat werkt voor maffiabaas Paris. Hij heeft een relatie met de veeleisende Chantel, die hem een aardige duit kost, en woont samen met Pam, die niets van zijn werk afweet. Melvin laat zich gemakkelijk door hen en zijn collega's heenlopen, met als verklaring dat hij het niet kan hebben dat iemand hem niet graag mag.
Melvins teamgenoten, die zich door Paris onderbetaald voelen, besluiten op eigen houtje de dochter van de rijke Japanse bedrijfsleider Jiro Nishi te ontvoeren. Gezien zijn financiële problemen — hij geeft al zijn geld uit aan de grillen van Chantel en Pam — besluit Melvin, die hier eerst niet aan wilde deelnemen, toch mee te doen. Samen ontvoeren ze het tienermeisje, die op weg van school is, uit haar limousine. Ze binden haar vast en brengen haar naar Melvin, die als Chinese vrijwilliger was gekozen, thuis. Hij probeert haar verborgen te houden voor Pam en diens ouders als die later langskomen.
Wat de vier echter niet weten is dat Jiro Nishi recent bankroet is gegaan door een geflopte film én dat zijn dochter Keiko de peetdochter is van hun baas Paris. Het team wordt door Paris ontboden en Cisco krijgt de opdracht de ontvoerders op te sporen en tot bij hem te brengen.
In het nauw gedreven verraadt Cisco zijn teamgenoten om zijn eigen hachje te redden. Als Gump, die via de telefoon om losgeld vraagt, door Nishi wordt opgespoord gaat Cisco met een ander team huurmoordenaars naar hem toe en vermoordt hem. Dan gaat hij naar Melvin thuis om het meisje op te halen. Die zit net aan tafel met Pam en diens ouders en er ontstaat een vuurgevecht voor hun ogen.
Melvin ontsnapt met Keiko — de twee zijn intussen voor elkaar gevallen — maar wordt achtervolgd door Cisco. De achtervolging, waarbij ook Paris en Jiro Nishi zich aansluiten, eindigt ten slotte aan de videowinkel waar Melvin nog een video moest binnenbrengen. Na een gevecht tussen Melvin en Cisco wordt de zaak opgeblazen, waardoor Keiko denkt dat Melvin dood is. Hij overleefde echter de explosie en komt Keiko later ophalen om samen een nieuw leven te beginnen.

## Rolbezetting
| Acteur               | Personage           | Opmerkingen                               |
| -------------------- | ------------------- | ----------------------------------------- |
| Mark Wahlberg        | Melvin Smiley       | Antiheld                                  |
| Lou Diamond Phillips | Cisco               | Antagonist en een van Melvins teamgenoten |
| Christina Applegate  | Pam Shulman         | Melvins vriendin                          |
| Avery Brooks         | Paris               | Melvins baas                              |
| Bokeem Woodbine      | Crunch              | Melvins teamgenoot                        |
| Antonio Sabato Jr.   | Vince               | Melvins teamgenoot                        |
| China Chow           | Keiko Nishi         | Doelwit van de ontvoering                 |
| Lainie Kazan         | Jeanne Shulman      | Pams moeder                               |
| Elliott Gould        | Morton Shulman      | Pams vader                                |
| Sab Shimono          | Jiro Nishi          | Keiko's vader                             |
| Robin Dunne          | Gump                | Een van Melvins teamgenoten               |
| Lela Rochon          | Chantel             | Melvins tweede vriendin                   |
| Danny Smith          | Eigenaar videotheek |                                           |
| Joshua Peace         | Lance               |                                           |
| David Usher          | Sergio              |                                           |